# Polycirrus plumosus
Polycirrus plumosus är en ringmaskart som först beskrevs av Alf Wollebæk 1912.  Polycirrus plumosus ingår i släktet Polycirrus och familjen Terebellidae. Arten är reproducerande i Sverige. Inga underarter finns listade i Catalogue of Life.